# Baraki (distrito)
Baraki é um distrito localizado na província de Argel, no norte da Argélia.[carece de fontes?]

## Municípios
O distrito está dividido em três municípios:
- Baraki
- Les Eucalyptus
- Sidi Moussa